# Kelemetov
Kelemetov (del ruso: Келеметов) es un jútor del raión de Shovgenovski en la república de Adiguesia de Rusia. Está situado 13 km al oeste de Jakurinojabl, y 38 km al norte de Maikop, la capital de la república. Tenía 33 habitantes en 2010.
Pertenece al municipio Zarióvskoye.